# Siegfried von Kardorff

Siegfried von Kardorff 1924

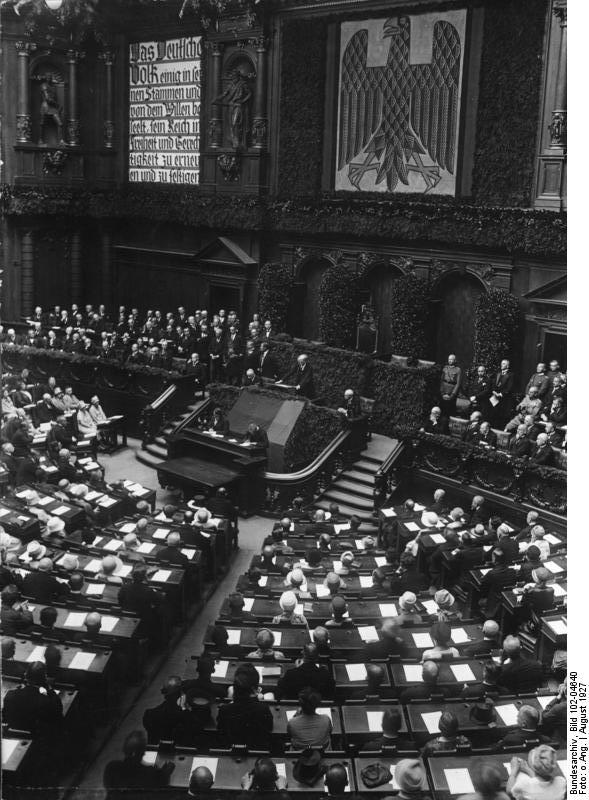
Siegfried von Kardorff als Festredner bei der Verfassungsfeier im Reichstag 1927

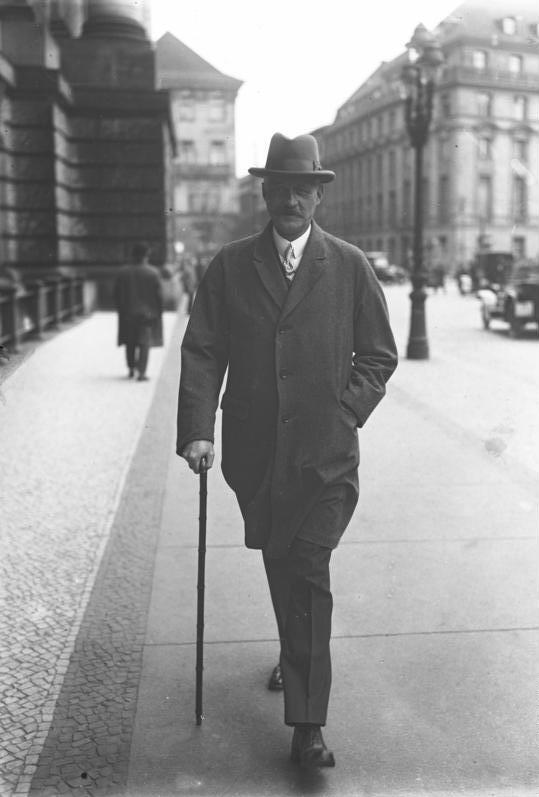
Siegfried von Kardorff 1931

Siegfried Alfred Rudolf Friedrich von Kardorff (* 4. Februar 1873 in Berlin; † 12. Oktober 1945 ebenda) war ein deutscher Politiker (DNVP, DVP).

## Leben
Siegfried von Kardorff stammt aus dem Adelsgeschlecht Kardorff und war der Sohn des preußischen Politikers und Reichstagsabgeordneten Wilhelm von Kardorff (1828–1907), Gutsherr auf Wabnitz (Landkreis Oels, Niederschlesien), und Sophie von Borck (1836–1914). Kardorff heiratete am 9. April 1927 in Goslar die Schriftstellerin Katharina von Oheimb (1879–1962), Hochschullehrerin und Mitglied des Reichstags, die zuvor bereits drei Mal verheiratet gewesen war, in zweiter Ehe mit dem Industriellen Ernst Albert. Sie war die Tochter des Großkaufmanns Rudolf van Endert und dessen Frau Elisabeth. Sie galt als Beraterin des Reichskanzlers und Außenministers Gustav Stresemann.
Nach dem Studium der Rechtswissenschaften in Heidelberg, wo er Mitglied des Corps Saxo-Borussia war, bestandenem juristischen Staatsexamen und anschließender Referendarzeit wirkte Kardorff zunächst von 1904 bis 1908 als wissenschaftlicher Hilfsarbeiter im preußischen Handelsministerium, anschließend von 1908 bis 1920 als Landrat des Landkreises Lissa in der Provinz Posen.
Von 1910 bis 1918 war er als Abgeordneter des Wahlkreises Posen 6 (Fraustadt, Lissa, Rawitsch, Gostyn) Mitglied der freikonservativen Fraktion im Preußischen Abgeordnetenhaus. Dort wirkte er führend für eine demokratische Wahlrechtsreform in Preußen und war im Jahre 1917 als Unterstaatssekretär im preußischen Staatsministerium designiert. Die konservative Entwicklung im Reich und in Preußen bereitete diesen Bestrebungen ein schnelles Ende.
Von 1919 bis 1924 war von Kardorff Mitglied des Landtages in Preußen, zunächst für die Deutschnationale Volkspartei. Nach dem Kapp-Putsch löste er sich von der DNVP und schloss sich der von Stresemann geführten Deutschen Volkspartei an. Fortan wurde er in rechtskonservativen Kreisen als Abtrünniger angesehen. 1920 bis 1932 nahm er ein Reichstagsmandat der DVP wahr und unterstützte dort jahrelang die Politik von Gustav Stresemann und Heinrich Brüning.
1926 war er nach dem Rücktritt von Hans Luther zeitweise als Kandidat für das Reichskanzleramt im Gespräch. Seine von Brüning geplante Berufung zum Reichsjustizminister scheiterte an mangelnder Unterstützung durch seine eigene Partei, die er 1928–1930 und 1931–1932 als Vizepräsident im Präsidium des Deutschen Reichstages vertrat.
Anfang der 1930er Jahre setzte er sich vor der Bedrohung durch den Nationalsozialismus erfolglos für eine Sammlung der bürgerlichen Mitte aus DVP, Wirtschaftspartei, Deutsche Staatspartei und Konservative Volkspartei ein.